# Лена (автодорога)
Федеральная автомобильная дорога А360 «Лена» (до 31 декабря 2017 года одновременно применялся прежний учётный номер — «М56») — автомобильная дорога федерального значения Невер (от Р297 «Амур») — Якутск. Протяжённость автомагистрали — 1152,779 км. Часто называется также Амуро-Якутской (автомобильной) магистралью.
Стыкуется в Нижнем Бестяхе с Р504 «Колыма».

## Маршрут
- 0 км — Невер — соединение с федеральной автотрассой Р297 «Амур»
- 39 км — Соловьёвск
- 170 км — Тында
- 320 км — Иенгра
- 400 км — Чульман
- 638 км — Алдан
- 712 км — Томмот
- 906 км — Улу
- 1156 км — Нижний Бестях — соединение с федеральной автотрассой Р504 «Колыма»
- 1168 км — Якутск

## История
История создания автомобильной дороги федерального значения Невер-Якутск М-56 «Лена» неразрывно связана с началом освоения и разработки месторождений золота в Амурской области, в верхнем течении Амура, и Южной Якутии в бассейнах рек Тимптон и Алдан.
К началу XX века в Амурской области действовало около 150 приисков. Потребность в строительстве «колесной» дороги возникла в 70-е годы XIX века. Реализация данной задачи была начата силами Верхне-Амурской золотодобывающей акционерной компании, которая за счет собственных средств построила первые 105 верст, соединивших прииск Джалиндинский на реке Амур с прииском Николаевским на севере Амурской области.
После завершения строительства Трансиба снабжение продовольствием и рабочей силой стало осуществляться полностью из Амурской области. Со станции Большой Невер была проложена, так называемая в то время, «тележная дорога» для гужевого транспорта. Она шла до поселка Нагорный. Этот путь длиной 380—400 км назывался «верблюжьей тропой» или «туменьим трактом». Им пользовались в основном зимой по льду и уплотнённому снегу. Доставка грузов стоила очень дорого, поэтому Верхне-Амурская компания начала строить грунтовую дорогу. В 1910 году были проведены первые изыскания, и колёсный тракт от поселка Рухлово (ныне поселок Сковородино) до прииска Якут на «вершине» Станового хребта длиной 293 км с подходом к Лебединому прииску длиной 47,5 км был закончен в 1916 году.
В это же время от Якута до Чульмана была пройдена просека, шириной в 10 сажень (21.3 метра) и длиной 128 км, которая стала использоваться как зимник. Одновременно функционировала гужевая зимняя дорога по реке Тимптону от прииска Лебединого (в бассейне реки Тимптон) до устья Чульмакана и далее, в бассейн реки Большой Нимныр. Построенная дорога использовалась не только для передвижения на телегах и двуколках. Зимой по ней передвигались на санях и нартах, при этом впервые стали использовать верблюдов. Инициатором внедрения верблюжьей тяги был один из агентов Верхне-Амурской компании, который приобрёл 100 животных в Забайкалье. Верблюды хорошо приспособились к местным условиям, были неприхотливы, менее чувствительны к отсутствию корма и могли перевозить в несколько раз больше груза, чем олени и лошади. В дальнейшем, вплоть до постройки Амуро-Якутской автодорожной магистрали, они использовались на всем протяжении пути от Джалинды на Амуре до самого Алдана.
Хорошо осознавая большую значимость Якутии для экономики страны, Советское правительство в мае 1925 года приняло срочные меры к строительству дороги от Амура, через реку Алдан, на Якутск, которое началось в том же году и шло ударными темпами. Параллельно с изысканиями велись работы по возведению искусственных сооружений и земляного полотна на протяжении 120 километров между Становым хребтом и рекой Чульман, а уже осенью 1925 года была закончена вырубка просеки от поселка Незаметного до реки Алдан. В строительные сезоны 1926—1927 годов на участке Яблоневый перевал — река Чульман — Незаметный — поселок Томмот продолжались работы по строительству мостов и устройству земляного полотна, сооружались производственные здания для дорожных подразделений и жилые дома. К концу 1927 года были выполнены инженерные изыскания трассы будущей автодороги от поселка Томмот в сторону Якутска.

## Реконструкция автодороги
Новый этап в истории развития автомобильной дороги наступил с принятием Правительством Российской Федерации Федеральной целевой программы (ФЦП) «Развитие Транспортной системы России (2010—2015 годы)». В рамках исполнения подпрограммы «Автомобильные дороги» поставлены задача приведения 85 % протяжённости автомобильной дороги Невер-Якутск М-56 к 2018 году в нормативное состояние, а к 2024 году завершить реконструкцию всей автодороги. Таким образом, к 2024 году на всей своей протяжённости автодорога должна иметь капитальный тип покрытия из асфальтобетона.
В настоящее время успешно реализуются разделы ФЦП по реконструкции автомобильной дороги М-56, которая является составной частью международного транспортного коридора, соединяющего автопереход на границе Российской Федерации и Китайской Народной Республики с морским портом в г. Магадане.
Начиная с 2010 года наращиваются объёмы и качество работ по капитальному ремонту, ремонту и содержанию автомобильной дороги Невер-Якутск. По состоянию на 2016 год реконструкция велась на 228 километрах автодороги. С 2010 года по 2014 год включительно введено в эксплуатацию более 170 км автодороги, в том числе перестроено с учётом новых транспортных нагрузок 206 погонных метров мостов и 78 водопропускных труб общей длиной 2176 погонных метров. По состоянию на 2016 год, участки автодороги, введённые в эксплуатацию после реконструкции, отвечают современным требованиям как по пропускной способности, так и по условиям безопасности дорожного движения..
В 2020 году был ликвидирован последний грунтовый разрыв. После этого вся трасса получила твёрдое (щебёночное или асфальто-бетонное) покрытие. В 2020 году на трассе Лена оставалось 178 км (из 1157 км общей протяженности) "щебёнки" без асфальтобетонного покрытия. 
По состоянию на октябрь 2022 г. щебеночные разрывы (по направлению к Якутску): ~15 км к северу от Соловьёвска, ~18 км к югу от станции Сети, ~4 км к югу от станции Могот, ~17 км от границы Амурской области и Якутии до п. Нагорный, ~5 км к югу от моста р. Чульмакан, ~11 км к северу от моста через р. Дурай, ~11 км через перевал Тит, ~3 км возле Б. Нимныра, еще несколько небольших участков к северу от Томмота. Полное асфальтирование трассы планируется к 2024 году.

## Неудобства и проблемы трассы
Дорога идёт преимущественно по территории вечной мерзлоты. Асфальтовое покрытие до 2012—2014 годов было только на небольших участках в районе Тынды, Нерюнгри и Алдана. Существовали участки, на которых полностью отсутствовало покрытие, и дорога в период снеготаяния (май — начало июня) становилась труднопроезжей. Асфальтированы участки «Иенгра — Беркакит — Чульман — Угольное», «Малый Нимныр — Большой Нимныр — Алдан — Томмот», а также участки в районе Тынды и Нижнего Бестяха (покрытие находится в разном состоянии — от свежеуложенного и хорошего до плохого).
И, конечно, основное неудобство — отсутствие моста через реку Лена в районе Якутска. Летом действует грузопассажирский паром, зимой (декабрь — апрель) — переправа по льду реки, в период ледохода и ледостава сообщение возможно только по воздуху и судами на воздушной подушке. Строительство совмещённого железнодорожно-автомобильного моста в рамках строительства Амуро-Якутской железнодорожной магистрали многократно откладывалось. Согласно новейшим планам, о которых одобрительно отзывался президент РФ В. В. Путин, строительство моста через Лену может быть осуществлено в период до 2024 года, однако окончательное решение Правительства России о его возведении по состоянию на 2019 год не принято. 1 июня 2021 года управление архитектуры и градостроительства при Главе Республики Саха (Якутии) выдало разрешение на первый этап строительства моста. По состоянию на 24 мая 2021 года работы по строительству моста начались.
5 сентября 2023 года президент России В. В. Путин в режиме видеоконференции провёл совещание по вопросам реализации программы развития дальневосточных городов – Анадыря, Магадана и Якутска, в ходе которого распорядился начать строительство Ленского моста, для соединения федеральных автодорог Лена и «Колыма с автотрассой «Вилюй».